# Liste der denkmalgeschützten Objekte in Staré Sedliště
Grundlage dieser Liste der denkmalgeschützten Objekte in Staré Sedliště ist die ÚSKP-Liste (Ústřední seznam kulturních památek České republiky, deutsch Zentrale Liste der Kulturdenkmäler der Tschechischen Republik), die von der tschechischen Denkmalschutzbehörde NPÚ (Národní památkový ústav, deutsch Nationale Denkmalbehörde) seit 1987 geführt wird und an die seit dem Jahr 1850 geschaffenen Listen anschließt.

## Denkmalgeschützte Objekte nach Ortsteilen
Staré Sedliště
| Lage                                                               | Objekt                       | Beschreibung                 | ÚSKP-Nr.                  | Bild           |
| ------------------------------------------------------------------ | ---------------------------- | ---------------------------- | ------------------------- | -------------- |
| Staré Sedliště 1 (Standort)                                        | Schloss                      | Schloss                      | 52946/4-1901 Info Katalog | BW             |
| südlicher Ortsrand, westlich des Weihers (Standort)                | Kirche hl. Prokop und Ulrich | Kirche hl. Prokop und Ulrich | 45664/4-1902 Info Katalog | weitere Bilder |
| Staré Sedliště 178 (Standort)                                      | Pfarrhaus                    | Pfarrhaus                    | 51505/4-5271 Info Katalog | BW             |
| bei Haus Nr. 78 (gegenüber der Post), Flurstück 2926/37 (Standort) | Statue hl. Johannes Nepomuk  | Statue hl. Johannes Nepomuk  | 20210/4-4990 Info Katalog | BW             |

Mchov
| Lage                                             | Objekt                      | Beschreibung                | ÚSKP-Nr.                  | Bild |
| ------------------------------------------------ | --------------------------- | --------------------------- | ------------------------- | ---- |
| im Dorf beim Weiher, Flurstück 1658/1 (Standort) | Statue hl. Johannes Nepomuk | Statue hl. Johannes Nepomuk | 32991/4-3554 Info Katalog | BW   |
| Mchov ()                                         | Sühnekreuz                  | Sühnekreuz                  | 53435/4-1812 Info Katalog |      |

Nové Sedliště
| Lage                                                               | Objekt                               | Beschreibung                                  | ÚSKP-Nr.                  | Bild |
| ------------------------------------------------------------------ | ------------------------------------ | --------------------------------------------- | ------------------------- | ---- |
| Nové Sedliště 1 (Standort)                                         | Schloss Nové Sedliště                | Schloss                                       | 24460/4-1903 Info Katalog | BW   |
| am westlichen Ufer des Weihers im Dorf, Flurstück 106/2 (Standort) | Festungsstätte                       | Feste - Festungsstätte, archäologische Spuren | 47613/4-4209 Info Katalog | BW   |
| Dorfplatz ()                                                       | Marterl                              | Marterl                                       | 52938/4-1904 Info Katalog |      |
| (Standort)                                                         | Kirche Allerheiligste Dreifaltigkeit | Kirche Allerheiligste Dreifaltigkeit          | 24626/4-1905 Info Katalog | BW   |